# کرآتزو
کرآتزو (به ایتالیایی: Creazzo) یک کومونه در ایتالیا است که در استان ویچنزا واقع شده‌است. کرآتزو ۱۰ کیلومتر مربع مساحت و ۱۰٬۸۸۰ نفر جمعیت دارد.